# Before Stonewall
Pour plus de détails, voir Fiche technique et Distribution.
Before Stonewall est un film américain réalisé par Greta Schiller, Robert Rosenberg, sorti en 1984. Le film a fait l'objet d'une suite en 1999, After Stonewall.

## Synopsis
L'histoire de la communauté LGBT avant les émeutes de Stonewall de 1969.

## Fiche technique
- Titre : Before Stonewall
- Réalisation : Greta Schiller, Robert Rosenberg
- Photographie : Jan Kraepelin, Sandi Sissel et Cathy Zheutlin
- Montage : Bill Daughton
- Production : Robert Rosenberg et Greta Schiller
- Société de production : Before Stonewall Inc., Center for the Study of Filmed History et Alternative Media Information Center
- Distribution : David Whitten
- Narration : Rita Mae Brown
- Pays de production :  États-Unis
- Genre : Documentaire
- Durée : 87 minutes
- Dates de sortie : 
  - Canada : 15 septembre 1984 (festival international du film de Toronto)
  - États-Unis : 27 juin 1985

## Distinctions
Le film a été présenté en sélection officielle en compétition au festival du film de Sundance 1985. Il a été projeté lors de la Berlinale 2016 à l'occasion de l'anniversaire des Teddy Awards. Il a été inscrit au National Film Registry en 2019.